# Bunnaloo
Bunnaloo är en ort i Australien. Den ligger i kommunen Murray Shire och delstaten New South Wales, i den sydöstra delen av landet, omkring 640 kilometer väster om delstatshuvudstaden Sydney.
Trakten runt Bunnaloo är nära nog obefolkad, med mindre än två invånare per kvadratkilometer.. Det finns inga andra samhällen i närheten. 
Trakten runt Bunnaloo består till största delen av jordbruksmark. Genomsnittlig årsnederbörd är 510 millimeter. Den regnigaste månaden är februari, med i genomsnitt 60 mm nederbörd, och den torraste är november, med 17 mm nederbörd.